# Johan Magnus Lilliesvärd
Johan Magnus Lilliesvärd, född 13 februari 1739 i Stockholm, död 2 augusti 1794 i Helsingfors, var en svensk friherre och militär.
Johan Magnus Lilliesvärd var son till generalmajor Magnus Daniel Lilliesvärd och Anna Sofia Lampa. Han blev premiärkonstapel vid artilleriet i Stockholm 1750, furir där 1754, styckjunkare 1755 och underlöjtnant vid artilleriet 1758. Lilliesvärd blev löjtnant vid artilleriet i Göteborg 1768, transporterades åter till artilleriet i Stockholm 1772, blev kapten 1775, major 1785 och överstelöjtnant 1787. År 1794 blev han överste och chef för Finska artilleriregementet men avled redan samma år. Lilliesvärd blev 1772 riddare av Svärdsorden.